# ÖBB 5047
De serie 5047 is een diesel motorwagen voor het regionaal personenvervoer van de Oostenrijkse spoorwegmaatschappij Österreichische Bundesbahnen (ÖBB).

## Geschiedenis
De Österreichische Bundesbahnen gaf in 1983 aan Jenbacher Werke opbracht voor de bouw van nieuwe diesel treinen naar voorbeeld van de Duitse BR 627 De eerste trein werd in juni 1987 op een rit tussen Jenbach en Rosenburg am Kamp aan de vak pers gepresenteerd.

## Constructie en techniek
Het treinstel is van een schoefkoppeling voorzien. De treinen werden geleverd als motorwagen met hydraulische transmissie. Deze treinen kunnen tot drie stuks gecombineerd rijden. De treinen zijn uitgerust met luchtvering.

## Treindiensten
De treindienst wordt door Österreichische Bundesbahnen (ÖBB) ingezet op de volgende traject:
- St. Pölten Hbf - Hainfeld/Schrambach
- St. Pölten Hbf - Krems an der Donau - Horn - Sigmundsherberg
- St. Pölten Hbf - Pöchlarn - Wieselburg - Scheibbs
- Wels - Braunau am Inn - Simbach (Duitsland)
- Wels - Grünau im Almtal
- Linz Urfahr - Rottenegg - Aigen-Schlägl
- Attnang-Puchheim - Ried im Innkreis - Schärding
- Wien Hbf - Traiskirchen Aspangbahn - Felixdorf - Wiener Neustadt
- Wiener Neustadt - Mattersburg - Sopron (Hongarije)
- Leobersdorf - Weissenbach-Neuhaus